# Theodemer
Theodemer také Theudomer byl na přelomu 4. a 5. století franský král, syn Richomera a jeho manželky Ascyly. Jeho otec je historiky ztotožněn s římským velitelem tohoto jména a pokud tomu tak bylo, pak byl Theodemer bratrancem Arbogasta, římského magister militum. Vládl v období, kdy Římané pozvolna ztráceli v Galii nadvládu nad germánským kmenem Franků. 
O Theodemerovi se dochovalo jen minimum informací. Podle Řehoře z Tours po pádu Franky podporovaného císaře Jovina vypukla mezi Franky a Římany válka. Kolem 422 vstoupila římská armáda do Galie. Král Theodemer a jeho matka Ascyla byli popraveni mečem. Theodemerova vláda patrně předcházela vládě krále Clodia, kterého kronika Historia Francorum popisuje jako jeho syna.